# Elecciones municipales de 1995 en Cantabria
Las elecciones municipales de 1995 en Cantabria se celebraron el domingo 28 de mayo, de acuerdo con el Real Decreto de convocatoria de elecciones locales en España dispuesto el 3 de abril de 1995 y publicado en el Boletín Oficial del Estado el 4 de abril. Se eligieron los concejales de los 102 ayuntamientos de Cantabria, así como los alcaldes en el caso de los municipios con concejo abierto
Los concejales de los ayuntamientos son elegidos a través de un sistema proporcional (con reparto d'Hondt), con listas cerradas y un umbral electoral del 5 %. Los alcaldes de municipios en régimen de concejo abierto son elegidos mediante un sistema mayoritario.
Estas elecciones fueron celebradas de forma paralela con las elecciones a la Asamblea Regional de Cantabria de 1995.

## Demografía electoral
| Censo electoral | 539 121 | Municipios de Cantabria, la circunscripción electoral. |
| Votantes        | 432 884 | Municipios de Cantabria, la circunscripción electoral. |
| Participación   | 321 755 | Municipios de Cantabria, la circunscripción electoral. |
| Votos válidos   | 318 784 | Municipios de Cantabria, la circunscripción electoral. |
| Votos en blanco | 6012    | Municipios de Cantabria, la circunscripción electoral. |
| Votos nulos     | 2971    | Municipios de Cantabria, la circunscripción electoral. |
| Municipios      | 102     | Municipios de Cantabria, la circunscripción electoral. |

## Jornada electoral
La jornada electoral comenzó a las 8:00 de la mañana con la constitución de las 806 mesas electorales en sus sedes por parte de los presidentes de mesa, vocales y suplentes, la presentación de los interventores de los partidos políticos y la constatación de la presencia de todos los elementos necesarios para la votación. Tras levantarse el acta de constitución de mesa, a las 8:30 horas, los colegios electorales abrieron sus puertas a las 9:00 de la mañana para que los ciudadanos inscritos en ellos comenzaran a votar.

### Participación
A lo largo de la jornada se dieron a conocer los datos de participación en las elecciones en dos ocasiones, así como la participación final. La participación comenzó siendo algo superior a las pasadas elecciones. En el segundo avance, la tendencia se invirtió registrándose una menor participación. Al final de la jornada electoral, acabó descendiendo más de cuatro puntos y medio punto respecto a las anteriores elecciones.
|  | 41,01 % |

|  | 38,41 % |

|  | 59,69 % |

|  | 57,55 % |

|  | 74,33 % |

|  | 72,30 % |

## Resultados electorales
En las elecciones municipales de 1995, el PP volvió a ser el partido más votado recuperando los votos perdidos en los comicios anteriores y recuperando parte del electorado que votó a la UPCA en los anteriores comicios. Este partido se vio afectados por los procesos judiciales de su líder, Juan Hormaechea Cazón, por lo que perdió apoyo pasando a ser la tercera fuerza política por detrás del PSC-PSOE. El PP conservó la alcaldía de Santander y arrebató las de El Astillero y Laredo al PSC-PSOE, que retuvo el resto de las alcaldías de los principales municipios de Cantabria a excepción de la de Piélagos que pasó a manos de la UPCA, partido al que se afilió el cabeza de lista del PP en las anteriores elecciones.
Este proceso electoral supuso la desaparición del centro político, representado por el CDS, que redujo casi un 90 % el número de votos obtenidos en toda la circunscripción electoral pasando a ser la octava fuerza política y sin ningún concejal electo.

### Resultados globales
|  | 14,15 % |

|  | 28,16 % |

|  | 13,06 % |

|  | 6,44 % |

|  | 10,42 % |

|  | 4,30 % |

|  | 99,08 % |

### Resultados en los principales municipios
A continuación aparecen las candidaturas con representantes electos en los municipios cántabros de mayor población, resaltando el alcalde electo, que suman un total de 361 455 habitantes y que suponen un 67,05 % del conjunto de habitantes de Cantabria (539 121 hab.).
| Municipio                      | Municipio                                                                           | Candidaturas (cabeza de lista)                                         | Candidaturas (cabeza de lista)                                    | % Voto | Votos  | Variación votos | Concejales  | Variación concejales |
| ------------------------------ | ----------------------------------------------------------------------------------- | ---------------------------------------------------------------------- | ----------------------------------------------------------------- | ------ | ------ | --------------- | ----------- | -------------------- |
|                                | Santander 27 concejales Población: 194 822 (1995) Censo electoral: 158 443          |                                                                        | Partido Popular de Cantabria (Gonzalo Javier Piñeiro García-Lago) | 37,07  | 37 679 | 20 538          | 11          | 5                    |
|                                | Santander 27 concejales Población: 194 822 (1995) Censo electoral: 158 443          | Partido Socialista de Cantabria (Juan José Sota Verdión)               | 23,57                                                             | 23 961 | 4847   | 7               | 3           |                      |
|                                | Santander 27 concejales Población: 194 822 (1995) Censo electoral: 158 443          | Partido Regionalista de Cantabria (Rafael Ángel de la Sierra González) | 12,80                                                             | 13 014 | 8571   | 3               | 3           |                      |
|                                | Santander 27 concejales Población: 194 822 (1995) Censo electoral: 158 443          | Unión para el Progreso de Cantabria (Juan Hormaechea Cazón)            | 12,23                                                             | 12 435 | 15 037 | 3               | 7           |                      |
|                                | Santander 27 concejales Población: 194 822 (1995) Censo electoral: 158 443          | Izquierda Unida de Cantabria (Ezequiel Martínez Rosales)               | 9,81                                                              | 9975   | 5456   | 3               | 2           |                      |
|                                | Santander 27 concejales Población: 194 822 (1995) Censo electoral: 158 443          | Independientes de Cantabria (Luzbel Fernández García)                  | 0,89                                                              | 909    | 909    | 0               | Sin cambios |                      |
|                                | Santander 27 concejales Población: 194 822 (1995) Censo electoral: 158 443          | Coalición Renovadora de Cantabria (Federico Ibáñez Peláez)             | 0,62                                                              | 627    | 627    | 0               | Sin cambios |                      |
|                                | Santander 27 concejales Población: 194 822 (1995) Censo electoral: 158 443          | Centro Democrático y Social (Luis Jesús Camacho Rozas)                 | 0,43                                                              | 438    | 1459   | 0               | Sin cambios |                      |
|                                | Santander 27 concejales Población: 194 822 (1995) Censo electoral: 158 443          | Falange Española de las JONS (Juan Antonio Torralbo Alonso)            | 0,14                                                              | 143    | 143    | 0               | Sin cambios |                      |
|                                | Santander 27 concejales Población: 194 822 (1995) Censo electoral: 158 443          | Agrupación Vecinal de Cantabria (Ramón Carrancio Gil)                  | 0,00                                                              | 0      | 1688   | 0               | Sin cambios |                      |
|                                |                                                                                     |                                                                        |                                                                   |        |        |                 |             |                      |
|                                | Torrelavega 25 concejales Población: 59 759 (1995) Censo electoral: 45 574          |                                                                        | Partido Socialista de Cantabria (Blanca Rosa Gómez Morante)       | 34,46  | 12 383 | 742             | 10          | 2                    |
|                                | Torrelavega 25 concejales Población: 59 759 (1995) Censo electoral: 45 574          | Partido Popular de Cantabria                                           | 30,40                                                             | 10 926 | 5435   | 8               | 3           |                      |
|                                | Torrelavega 25 concejales Población: 59 759 (1995) Censo electoral: 45 574          | Partido Regionalista de Cantabria                                      | 13,90                                                             | 4994   | 2538   | 4               | 2           |                      |
|                                | Torrelavega 25 concejales Población: 59 759 (1995) Censo electoral: 45 574          | Izquierda Unida de Cantabria                                           | 10,24                                                             | 3679   | 1096   | 2               | Sin cambios |                      |
|                                | Torrelavega 25 concejales Población: 59 759 (1995) Censo electoral: 45 574          | Unión para el Progreso de Cantabria                                    | 5,09                                                              | 1828   | 2613   | 1               | 3           |                      |
|                                | Torrelavega 25 concejales Población: 59 759 (1995) Censo electoral: 45 574          | Centro Democrático y Social                                            | 1,91                                                              | 688    | 919    | 0               | Sin cambios |                      |
|                                | Torrelavega 25 concejales Población: 59 759 (1995) Censo electoral: 45 574          | Ciudadanos Independientes                                              | 1,78                                                              | 640    | 640    | 0               | Sin cambios |                      |
|                                | Torrelavega 25 concejales Población: 59 759 (1995) Censo electoral: 45 574          | Independientes de Cantabria                                            | 0,30                                                              | 107    | 107    | 0               | Sin cambios |                      |
|                                |                                                                                     |                                                                        |                                                                   |        |        |                 |             |                      |
|                                | Camargo 21 concejales Población: 21 674 (1995) Censo electoral: 17 358              |                                                                        | Partido Socialista de Cantabria (Ángel Duque Herrera)             | 53,32  | 6953   | 790             | 13          | 4                    |
|                                | Camargo 21 concejales Población: 21 674 (1995) Censo electoral: 17 358              | Partido Popular de Cantabria                                           | 26,68                                                             | 3479   | 1862   | 6               | 3           |                      |
|                                | Camargo 21 concejales Población: 21 674 (1995) Censo electoral: 17 358              | Unión para el Progreso de Cantabria                                    | 6,01                                                              | 783    | 116    | 1               | Sin cambios |                      |
|                                | Camargo 21 concejales Población: 21 674 (1995) Censo electoral: 17 358              | Izquierda Unida de Cantabria                                           | 5,72                                                              | 180    | 566    | 1               | 1           |                      |
|                                | Camargo 21 concejales Población: 21 674 (1995) Censo electoral: 17 358              | Partido Regionalista de Cantabria                                      | 4,58                                                              | 597    | 336    | 0               | Sin cambios |                      |
|                                | Camargo 21 concejales Población: 21 674 (1995) Censo electoral: 17 358              | Independientes de Cantabria                                            | 1,37                                                              | 179    | 179    | 0               | Sin cambios |                      |
|                                | Camargo 21 concejales Población: 21 674 (1995) Censo electoral: 17 358              | Coalición Renovadora de Cantabria                                      | 0,63                                                              | 82     | 82     | 0               | Sin cambios |                      |
|                                |                                                                                     |                                                                        |                                                                   |        |        |                 |             |                      |
|                                | Castro-Urdiales 17 concejales Población: 14 411 (1995) Censo electoral: 12 150      |                                                                        | Partido Socialista de Cantabria (Rufino Díaz Helguera)            | 36,02  | 3120   | 416             | 7           | 1                    |
|                                | Castro-Urdiales 17 concejales Población: 14 411 (1995) Censo electoral: 12 150      | Unión para el Progreso de Cantabria                                    | 31,68                                                             | 2744   | 228    | 6               | Sin cambios |                      |
|                                | Castro-Urdiales 17 concejales Población: 14 411 (1995) Censo electoral: 12 150      | Partido Popular de Cantabria                                           | 19,45                                                             | 1685   | 620    | 3               | 1           |                      |
|                                | Castro-Urdiales 17 concejales Población: 14 411 (1995) Censo electoral: 12 150      | Izquierda Unida de Cantabria                                           | 7,07                                                              | 612    | 171    | 1               | Sin cambios |                      |
|                                | Castro-Urdiales 17 concejales Población: 14 411 (1995) Censo electoral: 12 150      | Partido Regionalista de Cantabria                                      | 3,81                                                              | 330    | 163    | 0               | Sin cambios |                      |
|                                |                                                                                     |                                                                        |                                                                   |        |        |                 |             |                      |
|                                | Laredo 17 concejales Población: 13 932 (1995) Censo electoral: 11 001               |                                                                        | Partido Popular de Cantabria (Fernando Portero Alonso)            | 29,07  | 2439   | 645             | 6           | 1                    |
|                                | Laredo 17 concejales Población: 13 932 (1995) Censo electoral: 11 001               | Partido Socialista de Cantabria                                        | 28,53                                                             | 2394   | 1340   | 5               | 5           |                      |
|                                | Laredo 17 concejales Población: 13 932 (1995) Censo electoral: 11 001               | Independiente por Laredo                                               | 12,81                                                             | 1075   | 1075   | 2               | 2           |                      |
|                                | Laredo 17 concejales Población: 13 932 (1995) Censo electoral: 11 001               | Partido Regionalista de Cantabria                                      | 10,49                                                             | 880    | 305    | 2               | 1           |                      |
|                                | Laredo 17 concejales Población: 13 932 (1995) Censo electoral: 11 001               | Izquierda Unida de Cantabria                                           | 8,14                                                              | 683    | 199    | 1               | Sin cambios |                      |
|                                | Laredo 17 concejales Población: 13 932 (1995) Censo electoral: 11 001               | Partido Comunista de los Pueblos de España                             | 5,44                                                              | 456    | 89     | 1               | 1           |                      |
|                                | Laredo 17 concejales Población: 13 932 (1995) Censo electoral: 11 001               | Unión para el Progreso de Cantabria                                    | 4,03                                                              | 338    | 135    | 0               | Sin cambios |                      |
|                                |                                                                                     |                                                                        |                                                                   |        |        |                 |             |                      |
|                                | El Astillero 17 concejales Población: 12 865 (1995) Censo electoral: 10 314         |                                                                        | Partido Popular de Cantabria (Juan Ignacio Diego Palacios)        | 45,46  | 3569   | 1670            | 9           | 4                    |
|                                | El Astillero 17 concejales Población: 12 865 (1995) Censo electoral: 10 314         | Partido Socialista de Cantabria                                        | 32,82                                                             | 2577   | 918    | 6               | 4           |                      |
|                                | El Astillero 17 concejales Población: 12 865 (1995) Censo electoral: 10 314         | Izquierda Unida de Cantabria                                           | 9,77                                                              | 767    | 491    | 1               | 1           |                      |
|                                | El Astillero 17 concejales Población: 12 865 (1995) Censo electoral: 10 314         | Partido Regionalista de Cantabria                                      | 5,45                                                              | 428    | 62     | 1               | Sin cambios |                      |
|                                | El Astillero 17 concejales Población: 12 865 (1995) Censo electoral: 10 314         | Unión para el Progreso de Cantabria                                    | 3,31                                                              | 260    | 267    | 0               | 1           |                      |
|                                | El Astillero 17 concejales Población: 12 865 (1995) Censo electoral: 10 314         | Partido Comunista de los Pueblos de España                             | 0,50                                                              | 39     | 21     | 0               | Sin cambios |                      |
|                                | El Astillero 17 concejales Población: 12 865 (1995) Censo electoral: 10 314         | Coalición Renovadora de Cantabria                                      | 0,46                                                              | 36     | 36     | 0               | Sin cambios |                      |
|                                |                                                                                     |                                                                        |                                                                   |        |        |                 |             |                      |
|                                | Reinosa 17 concejales Población: 12 416 (1995) Censo electoral: 9819                |                                                                        | Partido Socialista de Cantabria (Daniel Mediavilla de la Hera)    | 40,00  | 3029   | 103             | 7           | 1                    |
|                                | Reinosa 17 concejales Población: 12 416 (1995) Censo electoral: 9819                | Partido Popular de Cantabria                                           | 35,69                                                             | 2703   | 1761   | 7               | 5           |                      |
|                                | Reinosa 17 concejales Población: 12 416 (1995) Censo electoral: 9819                | Izquierda Unida de Cantabria                                           | 11,30                                                             | 856    | 276    | 2               | 1           |                      |
|                                | Reinosa 17 concejales Población: 12 416 (1995) Censo electoral: 9819                | Unión para el Progreso de Cantabria                                    | 6,95                                                              | 526    | 1460   | 1               | 4           |                      |
|                                | Reinosa 17 concejales Población: 12 416 (1995) Censo electoral: 9819                | Partido Regionalista de Cantabria                                      | 4,16                                                              | 315    | 141    | 0               | Sin cambios |                      |
|                                |                                                                                     |                                                                        |                                                                   |        |        |                 |             |                      |
|                                | Santoña 17 concejales Población: 11 842 (1995) Censo electoral: 8951                |                                                                        | Partido Socialista de Cantabria (Maximino Valle Garmendia)        | 32,13  | 2168   | 402             | 6           | 2                    |
|                                | Santoña 17 concejales Población: 11 842 (1995) Censo electoral: 8951                | Partido Popular de Cantabria                                           | 28,81                                                             | 1944   | 1083   | 5               | 3           |                      |
|                                | Santoña 17 concejales Población: 11 842 (1995) Censo electoral: 8951                | Unión para el Progreso de Cantabria                                    | 15,20                                                             | 1026   | 1280   | 3               | 4           |                      |
|                                | Santoña 17 concejales Población: 11 842 (1995) Censo electoral: 8951                | Independientes de Cantabria                                            | 8,06                                                              | 544    | 544    | 1               | 1           |                      |
|                                | Santoña 17 concejales Población: 11 842 (1995) Censo electoral: 8951                | Falange Española de las JONS                                           | 6,08                                                              | 410    | 172    | 1               | 1           |                      |
|                                | Santoña 17 concejales Población: 11 842 (1995) Censo electoral: 8951                | Izquierda Unida de Cantabria                                           | 5,16                                                              | 348    | 68     | 1               | 1           |                      |
|                                | Santoña 17 concejales Población: 11 842 (1995) Censo electoral: 8951                | Partido Regionalista de Cantabria                                      | 3,16                                                              | 213    | 137    | 0               | Sin cambios |                      |
|                                |                                                                                     |                                                                        |                                                                   |        |        |                 |             |                      |
|                                | Los Corrales de Buelna 17 concejales Población: 10 061 (1995) Censo electoral: 8071 |                                                                        | Partido Socialista de Cantabria (José Manuel López Gutiérrez)     | 44,68  | 2950   | 225             | 9           | 2                    |
|                                | Los Corrales de Buelna 17 concejales Población: 10 061 (1995) Censo electoral: 8071 | Partido Popular de Cantabria                                           | 27,84                                                             | 1838   | 933    | 6               | 4           |                      |
|                                | Los Corrales de Buelna 17 concejales Población: 10 061 (1995) Censo electoral: 8071 | Partido Regionalista de Cantabria                                      | 12,13                                                             | 801    | 128    | 2               | 1           |                      |
|                                | Los Corrales de Buelna 17 concejales Población: 10 061 (1995) Censo electoral: 8071 | Falange Española de las JONS                                           | 4,86                                                              | 321    | 76     | 0               | 1           |                      |
|                                | Los Corrales de Buelna 17 concejales Población: 10 061 (1995) Censo electoral: 8071 | Unión para el Progreso de Cantabria                                    | 4,67                                                              | 308    | 467    | 0               | 2           |                      |
|                                | Los Corrales de Buelna 17 concejales Población: 10 061 (1995) Censo electoral: 8071 | Izquierda Unida de Cantabria                                           | 4,53                                                              | 299    | 88     | 0               | Sin cambios |                      |
|                                |                                                                                     |                                                                        |                                                                   |        |        |                 |             |                      |
|                                | Piélagos 13 concejales Población: 9673 (1995) Censo electoral: 7763                 |                                                                        | Unión para el Progreso de Cantabria (José Ángel Pacheco Bárcena)  | 34,17  | 2107   | 1141            | 5           | 3                    |
|                                | Piélagos 13 concejales Población: 9673 (1995) Censo electoral: 7763                 | Partido Popular de Cantabria                                           | 27,08                                                             | 1670   | 282    | 4               | 1           |                      |
|                                | Piélagos 13 concejales Población: 9673 (1995) Censo electoral: 7763                 | Partido Socialista de Cantabria                                        | 22,38                                                             | 1380   | 723    | 3               | 3           |                      |
|                                | Piélagos 13 concejales Población: 9673 (1995) Censo electoral: 7763                 | Partido Regionalista de Cantabria                                      | 9,16                                                              | 565    | 404    | 1               | 1           |                      |
|                                | Piélagos 13 concejales Población: 9673 (1995) Censo electoral: 7763                 | Izquierda Unida de Cantabria                                           | 4,90                                                              | 302    | 62     | 0               | Sin cambios |                      |
|                                | Piélagos 13 concejales Población: 9673 (1995) Censo electoral: 7763                 | Coalición Renovadora de Cantabria                                      | 0,21                                                              | 13     | 13     | 0               | Sin cambios |                      |
| Fuente: Ministerio de Interior |                                                                                     |                                                                        |                                                                   |        |        |                 |             |                      |